# Taejong
Taejong was de derde koning van de Joseondynastie in Korea en de vader van Korea's bekendste koning, Sejong de Grote.
Taejong, geboren als Yi Bangwon, was de vijfde zoon van koning Taejo. Hij hielp zijn vader bij het omverwerpen van de Goryeodynastie in 1392.
Later werd hij door zijn vader gepasseerd bij het aanstellen van zijn opvolger. Taejo en zijn eerste minister, Jeong Dojeon, verkozen Taejong's jongere halfbroer Yi Bang-seok als troonopvolger boven de oudere Taejong. Voor het echter zo ver kon komen, leidde Taejong in 1398 een coup tegen Jeong Dojeon en Yi Bang-seok. Hij vermoordde Yi, Yi's moeder de koningin en Yi's nakomelingen. Vervolgens hielp hij zijn oudere broer Jeongjong van Joseon om de nieuwe kroonprins te worden. Zijn vader trad in 1399 af en Jeongjong werd de nieuwe koning.
In 1400 rebelleerde Taejongs oudere broer Yi Bang-gan en generaal Bak Po tegen hem, omdat hij hen niet voldoende beloond zou hebben voor hun medewerking in de coup van 1398. Taejong versloeg de legers van zijn broer en verbande hem. Generaal Bak Po werd geëxecuteerd. Koning Jeongjong trad af en Taejong werd de nieuwe koning van Joseon.

## Zijn volledige postume naam

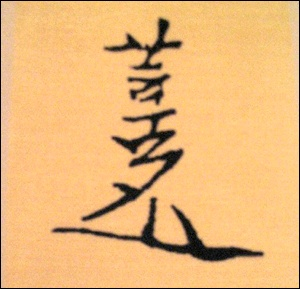
zegel van Taejong van Joseon

* Koning Taejong Gongjeong Seongdeok Sin-gong Geoncheon Chegeuk Daejeong Gye-u Munmu Yecheol Seongnyeol Gwanghyo de Grote
- 태종공정성덕신공건천체극대정계우문무예철성렬광효대왕
- 太宗恭定聖德神功建天體極大正啓佑文武叡哲成烈光孝大王

- International Standard Name Identifier: 0000 0000 3597 4068
- Library of Congress Control Number: n85012213
- Virtual International Authority File: 48183403
- WorldCat: E39PBJvhpXYc7GV9BxGwR6cMfq